# Corinna Binzer

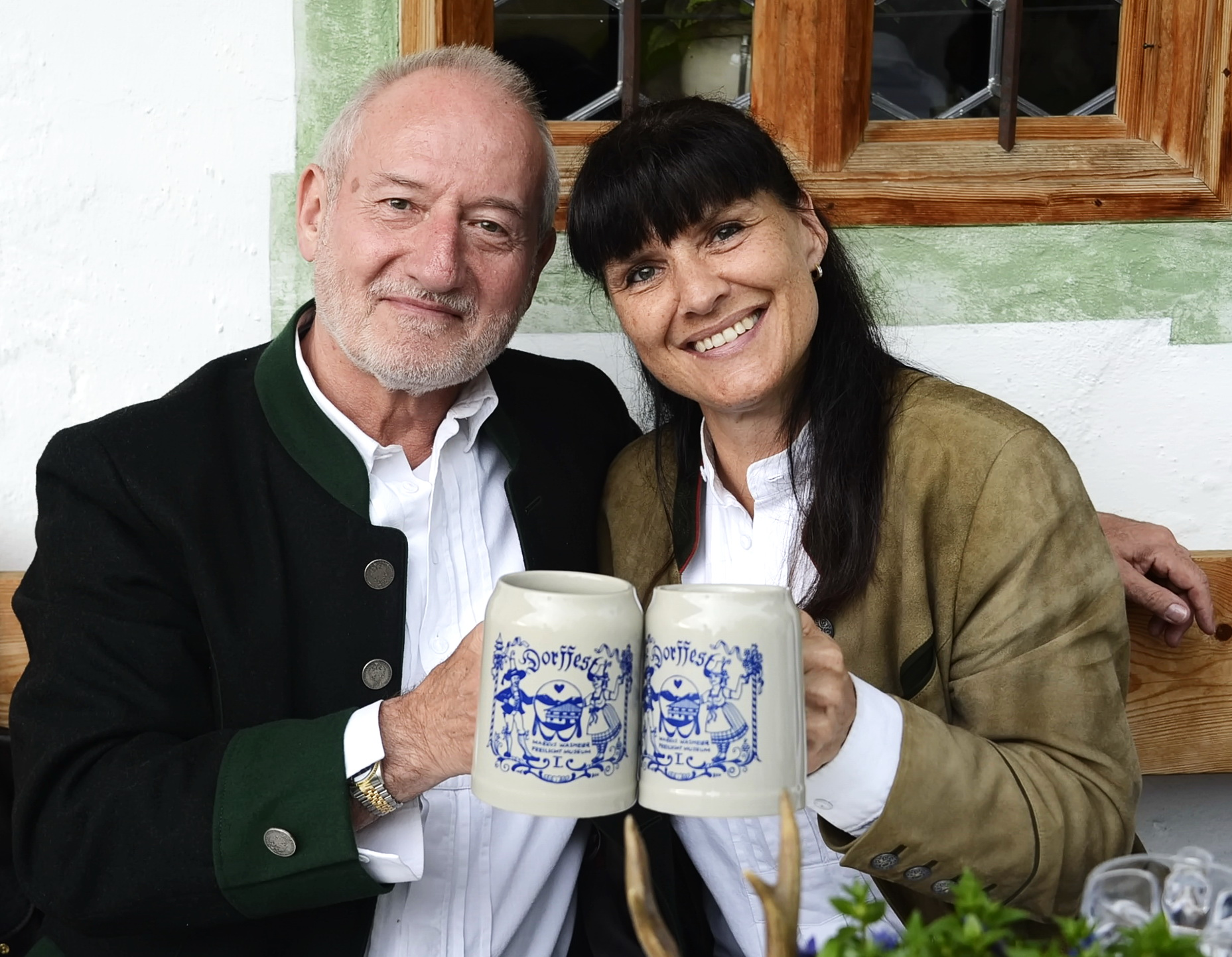
Sepp Schauer – Corinna Binzer, 2012

Corinna Binzer (* 17. Januar 1967 in München) ist eine deutsche Schauspielerin und Buchautorin. Zudem managt sie die Bühnenauftritte von Ehemann Sepp Schauer.

## Leben und Wirken
Neben einer Rolle in Wer früher stirbt ist länger tot wirkte Corinna Binzer in diversen Komödienstadeln und anderen Fernsehproduktionen mit. 2010 hatte sie Episodenauftritte in der Telenovela Sturm der Liebe und war von August 2011 bis Februar 2012 in der durchgehenden Hauptrolle der Vroni Lechner in Herzflimmern zu sehen. Neben weiteren Film- und Fernseharbeiten schreibt sie seit 2011 auch eine wöchentliche Kolumne, mittwochs Münchner Freiheit, für den Münchner Merkur.
Corinna Binzer veröffentlichte 2018 unter dem Titel Münchner Sturmwarnung ihre mittlerweile achte Ausgabe von Beobachtungen über das gelebte Leben. Protagonist der Alltagsschmankerln ist Sepp Sturm, dargestellt von Sepp Schauer, ihrem Schauspielkollegen und Ehemann. Am 26. Februar 2019 startete Binzer ihr erstes Solo-Programm AUS.THERAPIERT. Ihr zweites Solo-Programm  Sie is sie – Schicksalsjahre einer Binzerin hatte am 3. Mai 2023 Premiere im Theater Drehleier.
Beim Oktoberfest 2024 moderierte sie eine tägliche Live-Sendung auf dem Münchner Privatsender München.tv.
Im Juni 2018 lud das Ehepaar Binzer-Schauer zum neunten Mal zum Wohltätigkeits-Golfen zugunsten der Stiftung Lichtblick Hasenbergl ein.

## Filmografie

### Kino
- 2006: Wer früher stirbt ist länger tot (Mutter am Elternsprechtag)
- 2011: Eine ganz heiße Nummer (Vorsitzende Frauenbund)
- 2015: Liberalitas Bavarica HFF (Kurzspielfilm, Ulrike)
- 2016: Die letzte Sau (Marianne)
- 2019: Kirschblüten & Dämonen (Rosa)
- 2024: Hundswut (Paula)

### Fernsehen (Auswahl)
- 2009: Utta Danella: Der Verlobte meiner besten Freundin (Monika)
- 2009: Franzi (Shakira)
- 2010: Sturm der Liebe (Dr. Isabel Hormel) (3 Folgen)
- 2010–2011: Der Kaiser von Schexing (Heimatpflegerin Sandra Fehlinger, 3 Folgen)
- 2011: Die Tote im Moorwald (Fernsehfilm, Frau Bernlochner)
- 2011–2012: Herzflimmern – Liebe zum Leben (Vroni Lechner, 3 Folgen)
- 2013: Die Gruberin
- 2014: Der Alte – Folge: Im Alleingang (Marktleiterin)
- 2015: München 7 – Folge: Bombenhochzeit (Wirtin)
- 2015: Monaco 110 – Folge: Apricot – nicht orange! (Klinikleiterin Göller)
- 2015: SOKO München – Folge: Offline (Oberschwester Elisabeth)
- 2016: Die Rosenheim-Cops – Ein Koffer kommt selten allein (Franka Landau)
- 2016: Dahoam is Dahoam (Frau Grabinger)
- 2016: Die Bergretter – Folge – (Frau Hückler)
- 2017: Regentanz – Kurzspielfilm HFF (Gerti)
- 2018: Bayern erleben – Mundart aufgetischt (Moderation)
- 2019: Bayern erleben – Hinter den Kulissen von Altötting (Moderation/redaktionelle Mitarbeit)
- 2020: Toni, männlich, Hebamme – Sündenbock (Heidi Brandstetter)
- 2020: Bayern erleben – Hinter den Kulissen von Füssen (Moderation/redaktionelle Mitarbeit)
- 2021: München Mord: Das Kamel und die Blume (Birgit Erhard)
- 2021: Bayern erleben – Hinter den Kulissen von Bayreuth (Moderation/redaktionelle Mitarbeit)
- 2022: Die Rosenheim-Cops – Ein gewagtes Stück (Gisela Griesmayer)
- 2022: Watzmann ermittelt: Verbissen (Josefine Scheffler)
- 2022: Bayern erleben – Hinter den Kulissen von Passau  (Moderation/redaktionelle Mitarbeit)
- 2023: Tatort: Game Over (Gerlinde Wagensonner)
- 2023: Weihnachtspäckchen ... haben alle zu tragen
- 2024: München TV – #WirSindWiesn (Moderation)

### Der Komödienstadel
- 2006: Die Maibaumwache (Lisl Staudinger, Magd)
- 2007: Das Cäcilienwunder (Theres)
- 2008: Adam und Eva im Paradies
- 2008: Pesnion Schaller
- 2008: Die schöne Münchnerin
- 2009: Glenn Miller & Sauschwanzl (Johanna Aicher)
- 2010: Die Doktorfalle
- 2010: Duttenfeiler
- 2010: Das Kreuz mit den Schwestern
- 2011: A Flascherl vom Glück
- 2011: Herz ist Gold  Obandlt is!
- 2012: Obandlt is! (Peppi Dengler)
- 2013: Allein unter Kühen
- 2014: Alpenglühn und Männertreu
- 2015: Paulas letzter Wille
- 2015: Der fast keusche Josef
- 2016: Ein Garten voll Schlawiner (Luana)
- 2016: Göttinnen weißblau (Vroni)
- 2019: Der Unschuldsengel (Chantal)
- 2021: Bodschamperlspuk (Thekla Sonnhofer)

### Theater

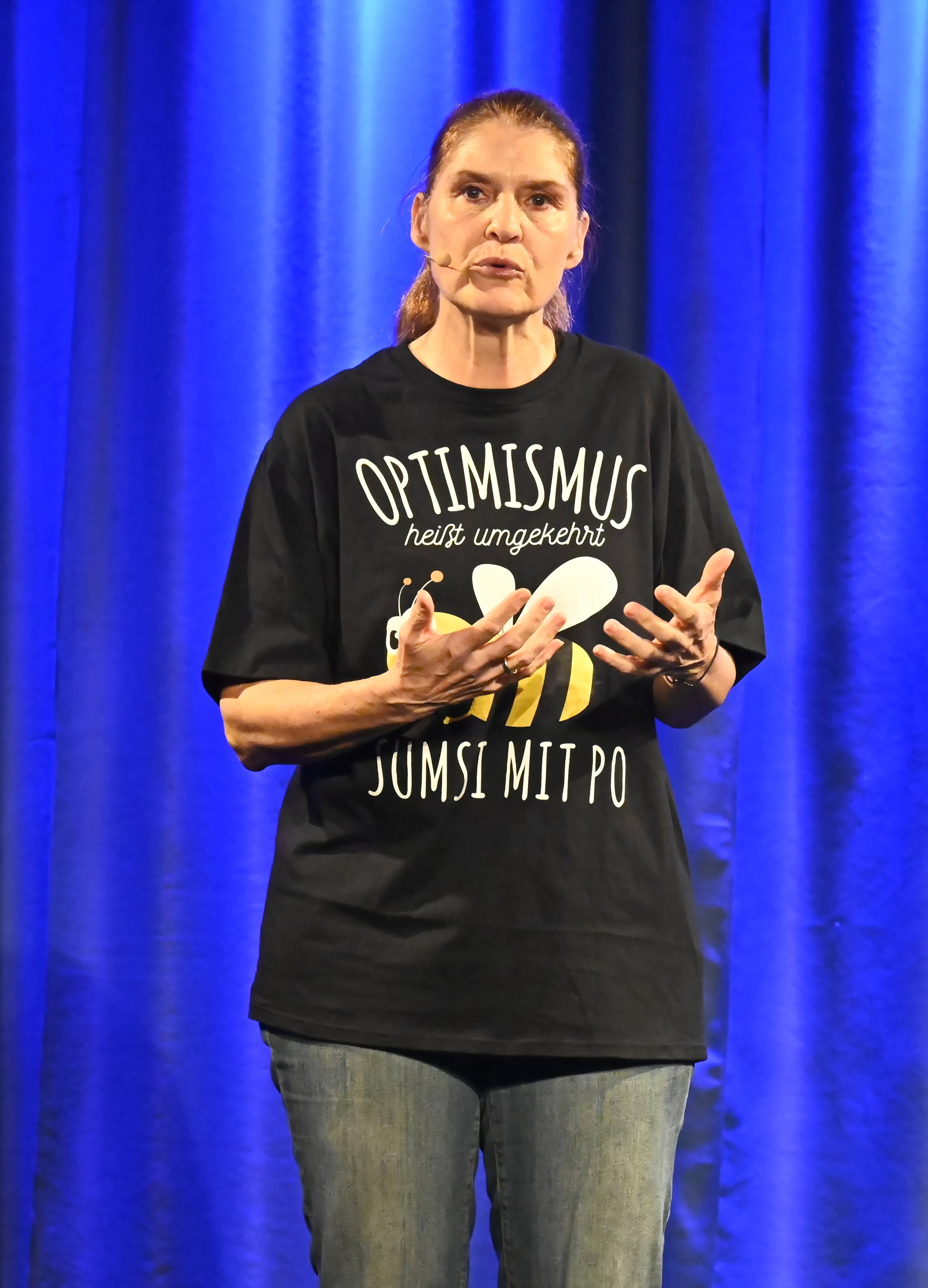
Corinna Binzer in Sie is sie

Corinna Binzer tritt zeitweilig mit ihren Schauspieler-Kollegen Johann Schuler und Sepp Schauer in den Einaktern Da Heiratsantrag und Da Saubär auf, welche nach einer Vorlage von Anton Tschechow durch Gerhard Loew ins Bayrische portiert und von Marcus H. Rosenmüller inszeniert wurden.

#### Solo-Programme
- 2019: AUS.THERAPIERT
- 2023: Sie is sie – Schicksalsjahre einer Binzerin
- 2024: FAST EINE REDE - Wahn & Sinn der Fastenzeit
- 2025: FAST(EN)GEREDE